# Bitka pri Worringenu
Bitka pri Worringenu je potekala 5. junija 1288 v bližini mesta Worringen (imenovano tudi Woeringen), ki je danes najsevernejše okrožje Kölna. To je bila odločilna bitka vojne za limburško nasledstvo, ki se je za posest vojvodine Limburg odvijala med kölnskim nadškofom Sigfridom II. in luksemburškim grofom Henrikom VI., na drugi strani pa vojvodo Janezom I. Brabantskim.

## Preludij
Konflikt je nastal po tem, ko je limburški vojvoda Waleran IV., potomec lotarinške dinastije Ardensko-Verdunskih, leta 1279 umrl brez moških naslednikov. Njegovo vojvodstvo je podedovala njegova hči Irmgard Limburška, ki se je okoli leta 1270 poročila z grofom Reinaldom I. Gelderskim. Njen mož je zahteval limburško dediščino in leta 1282 mu je nemški kralj Rudolf I. priznal vojvodski naslov.
Zakon Reinalda in Irmgarde pa je ostal brez otrok in ko je leta 1283 umrla, je grof Adolf VIII. Berški, nečak vojvode Walerana kot sin njegovega starejšega brata grofa Adolfa VII., prav tako zahteval vojvodstvo Limburg. Ker je bilo nasledstvo po ženski liniji zanikano, Reinald ni mogel uveljaviti svojih zahtev. Dogovor se je zdel možen; kljub temu je Adolf Berški prehitel svoje ardenske sorodnike, ko je septembra 1283 prodal svoje terjatve mogočnemu vojvodi Janezu Brabantskemu.
Janez je nameraval povečati svoje brabantsko ozemlje in ponovno združiti nekdanjo vojvodino Spodnjo Loreno na severozahodu Svetega rimskega cesarstva. Limburg je bil tudi gospodarsko pomemben, saj se je raztezal vzdolž glavne trgovske poti Via Regia do Aachna in Kölna ob reki Ren. Čeprav je imel Janez od leta 1190 naziv vojvode Lotarinškega, je bil le časten in ni pomenil nobenih zahtev po dedovanju. Limburški plemiči zato niso hoteli sprejeti Janezovega vrhovnega gospodstva, ko so njegove sile vdrle v vojvodino.
Med letoma 1283 in 1288 se je spopad zavlekel zaradi več manjših spopadov med obema stranema, nobeden od njih ni bil odločilen. Medtem se je večina drugih lokalnih sil odločila za stran. Sigfrid II. Westerburški, kölnski nadškof, je sumničavo opazoval Janezovo naraščajočo moč v deželah Spodnja Lorena. Zaradi skupnih interesov sta on in Reinald Gelderski avgusta 1284 sklenila zavezništvo, ki sta se mu pridružila luksemburški grof Henrik VI. in njegov brat Waleran I. Lignyjski ter grof Adolf Nassauski. Na drugi strani so vestfalski grofje Marka izkoristili priložnost in potrdili svojo neodvisnost od kölnskega nadškofa ter se skupaj z grofi Loonskim, Teklenburškim in Waldeškim povezali z Brabantom in Bergom.

## Bitka
Maja 1288 je Henrik Luksemburški vodil pomembno vojsko v kölnsko regijo. Številni vazali in zavezniki so se pridružili njegovim silam in Reinald Gelderski mu je končno prodal svoje pravice do Limburga, tik preden so bila načrtovana mirovna pogajanja. To je razjezilo Janeza Brabantskega, ki je začel kampanjo proti Reinaldu. V Brühlu se je do konca meseca srečal s četami grofij Mark in Berga. Skupaj so korakali proti Worringenu, gradu na Renu, ki ga je imel kölnski nadškof. Janez je oblegal trdnjavo ob podpori kölnskih meščanov, ki so se želeli osvoboditi nadškofove oblasti.
Sigfrid, ki je bil priča odtujenosti svojih podanikov, je prav tako začel korakati. On in Henrik Luksemburški sta zbrala svoje čete v Neussu in se preselila v opatijo Brauweiler. Zgodaj zjutraj 5. junija 1288 so na čelu svojih čet odšli proti Worringenu.
V najzgodnejših fazah bitke sta se Janez Brabantski in Henrik Luksemburški srečala v hudem boju, v katerem so bili Henrik in dva njegova brata  ubiti.  Kmalu zatem je Sigfrid vstopil v bitko in v drznem napredovanju uspel odbiti čete Berga in kölnsko milico, vendar s premajhno podporo svojih rezerv.
Sredi popoldneva so se čete Berga in Marka skupaj z meščani Kölna ponovno zbrale in začele divji napad na nadškofove sile. Bitka se je končala z zmago Brabanta, ko je Reinalda Gelderskega ujel Daniel Bouchoutski   in gospod Walram Valkenburški se je moral umakniti. Nadškofa Sigfrida je ujel Janez Brabantski in ga izročil Adolfu Berškemu.

## Posledice
Število mrtvih v bitki pri Worringenu je ocenjeno na 1100 na strani Gelderskih in 40 na strani Brabantskih. Posebno veliko je bilo žrtev med luksemburško hišo: tam je umrla večina moških sorodnikov poznejšega nemškega cesarja Henrika VII. Nadškof Sigfrid je bil več kot eno leto zaprt v gradu Burgu pri Solingenu, preden je plačal odkupnino in se strinjal z zahtevami grofa Adolfa. Grad Worringen in več drugih škofovskih utrdb so porušili. 14. avgusta 1288 je Adolf Düsseldorfu podelil mestne pravice, ki je postal glavno mesto Berga. Reinald Gelderski je bil izpuščen, potem ko se je odrekel vsem zahtevam po vojvodini Limburg.
Bitka pri Worringenu je pomenila dvig moči Brabanta, Berga in Marka, medtem ko je mesto Köln leta 1475 pridobilo neodvisnost od nadškofije in končno status svobodnega cesarskega mesta. Vojvodstvo Limburg je bilo leta 1289 dodano vojvodini Brabant, kar sta odobrila kralj Rudolf in ponovno njegov nekdanji nasprotnik Adolf Nassauski, potem ko je bil leta 1292 izvoljen za rimsko-nemškega kralja. V Luksemburgu je Henrika VI. nasledil njegov devetletni sin Henrik VII., ki je leta 1292 rešil spor z Brabantom tako, da se je poročil z Janezovo hčerko Margareto. Kölnska nadškofija si nikoli ni opomogla od izgube mesta Köln.
Jan van Heelu je napisal kroniko bitke.